# Consign to Oblivion
Consign to Oblivion cel de-al doilea album al formației olandeze de metal simfonic, Epica, lansat sub semnătura casei de înregistrări Tramsmission Records în anul 2005.

## Informații generale
Comercializarea celui de-al doilea material discografic al formației Epica a început la data de 11 octombrie a anului 2005. Fiind produs de Sascha Paeth, acesta are influențe puternice ale civilizației maiașe, lucruri remarcabile în melodiile din seria „A New Age Dawns". Colecția „A New Age Dawns" se referă la un sistem maiaș al timpului care se extinde până în anul 2012, însă nu se face nicio referire la ceea ce se paote întâmpla în acel moment. Consign to Oblivion a fost compus cu ajutorul multor coloane sonore ale unor diverse filme. Hans Zimmer și Danny Elfman au fost citați drept mari surse de inspirație în procesul creeări albumului. Pe album apare și Roy Khan (component al formației Kamelot), alături de care Simone Simons interpretează melodia „Trois Vierges". De asemenea, Epica s-a alăturat grupului Kamelot în turneul de promovare al albumului The Black Halo, material pe care Simons a înregistrat un duet cu Roy Khan intitulat The Haunting (Somewhere In Time).
Coperta albumului este de asemenea inspirată de civilizația Maiașă, pe ea apărând un artefact maiaș.
Din totalul de unsprezece piese incluse pe album, doar două au fost extrase pe discuri single: Solitary Ground și Quietus (Silent Reverie).
Ambele melodii au beneficiat de videoclipuri, care au fost difuzate rareori în cadrul posturilor televizate din Olanda.

Albumul Consign to Oblivion a fost bine primit de critici, care au făcut diverse recenzii asupra albumului. Site-ul „Lords of Metal" i-a acordat 82 de puncte din 100 și a precizat:
„Înregistrările albumului au durat mai mult decât era planificat. Dar rezultatele au făcut ca așteptarea să merite. Epica își onorează numele. Acest album secund este probabil mult mai bombastic decât predecesorul The Phantom Agony. Formatul de bază este același - metal gothic - dar detaliile sunt mult mai bogate. Un cor restrâns, orchestrația și echipa de producție își lasă din nou amprenta asupra sunetului, muzica fiind mai atmosferică. [...] Totul sună mai bine; este mai fluid și mai bine cântat."

Unul dintre criticii site-ul Metalreviews.com a remarcat progresul tehnic vocal al Simonei Simons despre care a precizat: 
„Simone Simons se prezintă mult mai bine decât pe primul album. Stilul de a cânta i s-a maturizat, dă impresia de încredere, de mai mare deschidere și tratează interpretarea într-un mod mai relaxat. Pe lângă stilul de soprană de operă, ea își dezvăluie flexibilitatea interpretării, cântând într-un stil mai puțin emfatic, de mai mare profunzime și cu frazări vibrate în registrul mediu. Solitary Ground este o baladă grozavă, melodie în care Simone ne arată o latură mai introspectivă a ei, cântând într-un ton foarte emoțional (apropiat de stilul lui Sharon den Adel, solista formației Within Temptation)."
Metalreviews.com i-a acordat albumului Consign to Oblivion nouă zeci de puncte din o sută disponibile.

## Lista melodiilor
1. "Hunab K'u" (A New Age Dawns, Prologue) – 1:43
2. "Dance of Fate" – 5:13
3. "The Last Crusade" (A New Age Dawns, Pt. 1) – 4:22
4. "Solitary Ground" – 4:24
5. "Blank Infinity" – 4:01
6. "Force of the Shore" – 4:02
7. "Quietus" – 3:47
8. "Mother of Light" (A New Age Dawns, Pt. 2) – 5:56
9. "Trois Vierges" – 4:42
10. "Another Me "In Lack'ech"" – 4:40
11. "Consign to Oblivion" (A New Age Dawns, Pt. 3) – 9:45